# 复程县
复程县，中国旧县名。
山东解放区设。1945年由曹县、城武县两县析置成曹县。后为纪念革命烈士袁复荣、朱程，改名复程县。治所在今曹县青涸集。以各取一字得名。1949-1952年曾属平原省管辖。1955年撤销，分别划归曹县和单县。